# Bodnath
Bodnath (également appelé Bouddhanath) est l'un des principaux sanctuaires bouddhistes de la région de Katmandou au Népal, au même titre que Swayambhunath.

## Description et histoire
Son stoupa du XIVe siècle qui domine l'horizon est l'un des plus grands au monde. Il a pris la place d'un stoupa plus ancien attesté à l'époque licchavi.

La base du stoupa se compose de trois terrasses, représentant un mandala géant que les fidèles peuvent parcourir. On peut y voir 108 niches contenant chacune une statue de bouddha.

Cette base représente la terre, la coupole l'eau, la tour surmontant la coupole le feu, la couronne l'air et le pinacle l'éther, selon les cinq éléments, les bhūta. La base de la tour, carrée, constitue une harmika (sommet du stoupa) qui porte les yeux du Bouddha ; la partie supérieure en forme de pyramide allongée se compose de 13 degrés qui représentent le chemin vers l'éveil. 
L'afflux de nombreux réfugiés tibétains du Tibet (en Chine) à Bodnath (plus de 10 000 Tibétains ont rejoint cette région depuis la fuite du 14e Dalaï lama en 1959) a entraîné la construction d'une cinquantaine de gompas (monastères). Ils témoignent de l'importance religieuse de ce site, étroitement lié à la fondation de Lhassa (capitale du Tibet) car il se trouve sur l'ancienne route commerciale reliant cette ville à la vallée de Katmandou. 
Les gompas se signalent par la présence sur leur fronton de la roue du Dharma (Dharmacakra, roue de la connaissance) encadrée par deux daims, en rappel de ceux qui assistaient aux prédictions du Bouddha sur le site de Sârnâth en Inde. On peut visiter de nombreux gompas, comme celui de Jyamchen de l'école Sakyapa du Bouddhisme tibétain ou le monastère de Shéchèn (dont d'autres branches sont présentes au Bhoutan et en Inde, le principal étant au Tibet) de l'école Nyingmapa.
Bodnath est l'un des 10 emplacements au Népal inscrits sur la liste du patrimoine mondial de l'UNESCO.
Il est l'un des sites touristiques les plus populaires de la ville de Katmandou.
Ratoe Chuwar Trulku est envoyé par le dalaï-lama au Népal après l'incendie de 1967 ayant affecté le toit du stupa de Bodnath pour mener les restaurations.
Le 13 février 2013, un Tibétain s'est immolé à l'intérieur de Bodnath. Selon le gouvernement tibétain en exil, il s'agit du 100e cas d'auto-immolation de Tibétains depuis 2009.
À la suite du tremblement de terre du 25 avril 2015 le harmika a été démantelé afin d'être rénové. L'inauguration du nouveau stoupa a eu lieu le 29 octobre 2016 avec un nouvel harmika resplendissant.

## Actualité 2025
Tout le quartier vit au rythme des temples, avec magasins, restaurants, logements, guides.
L'accès au site est soumis au paiement d'une taxe visant à assurer la maintenance du site, 400 nrp par jour pour une personne étrangère, au 14/04/2025.

## Galerie

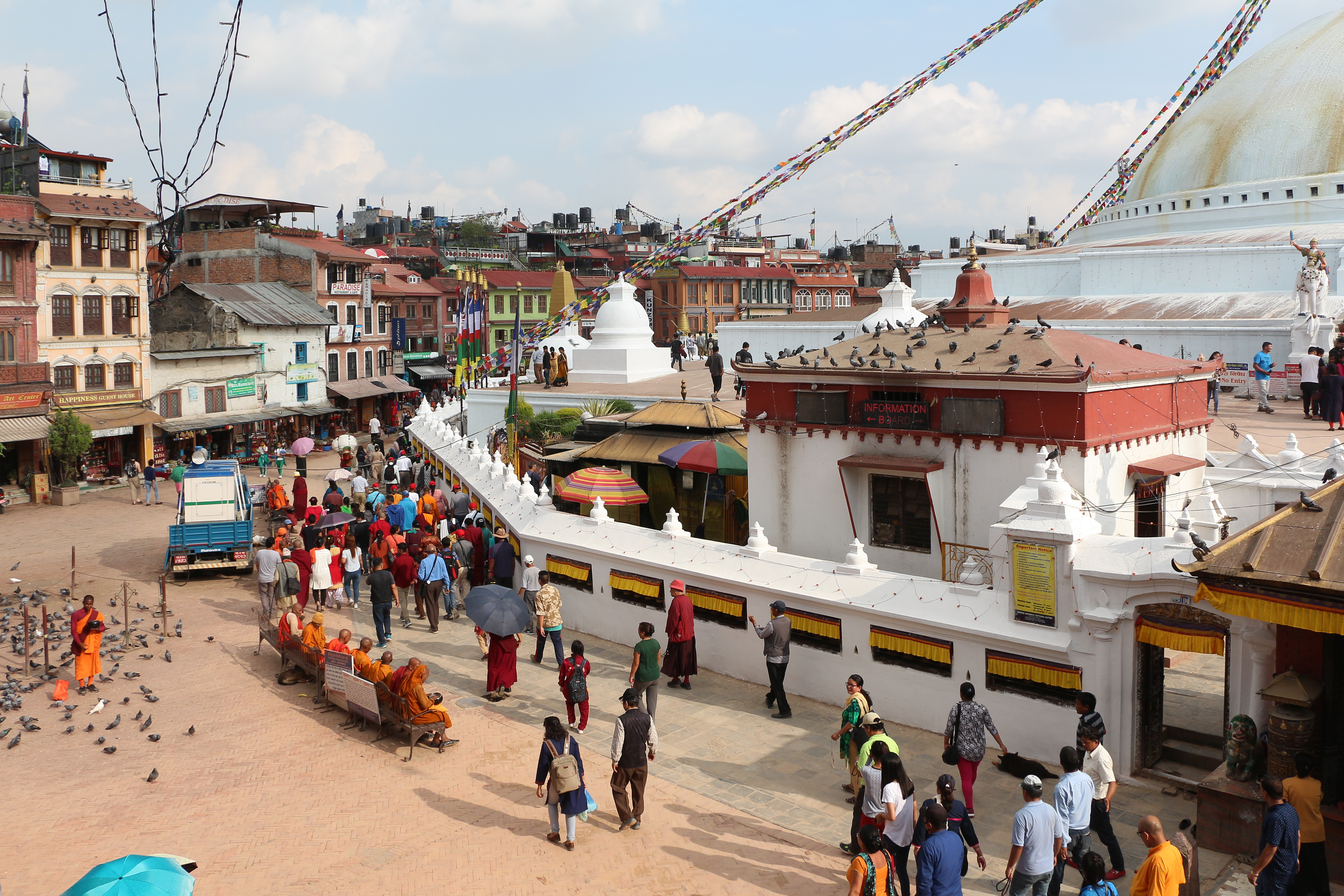
Pèlerins tournant autour du stoupa.
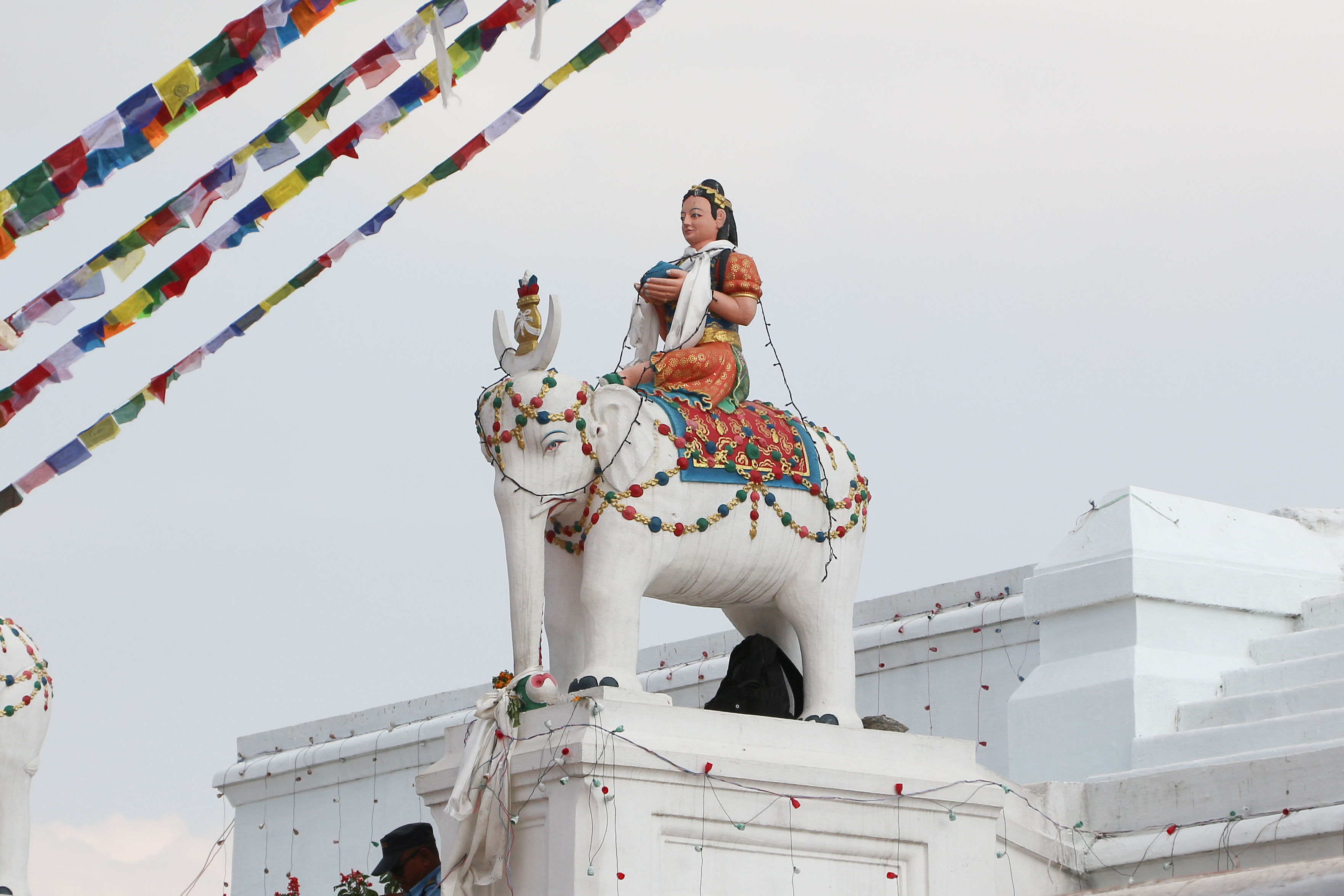
Statue à la base du stoupa.
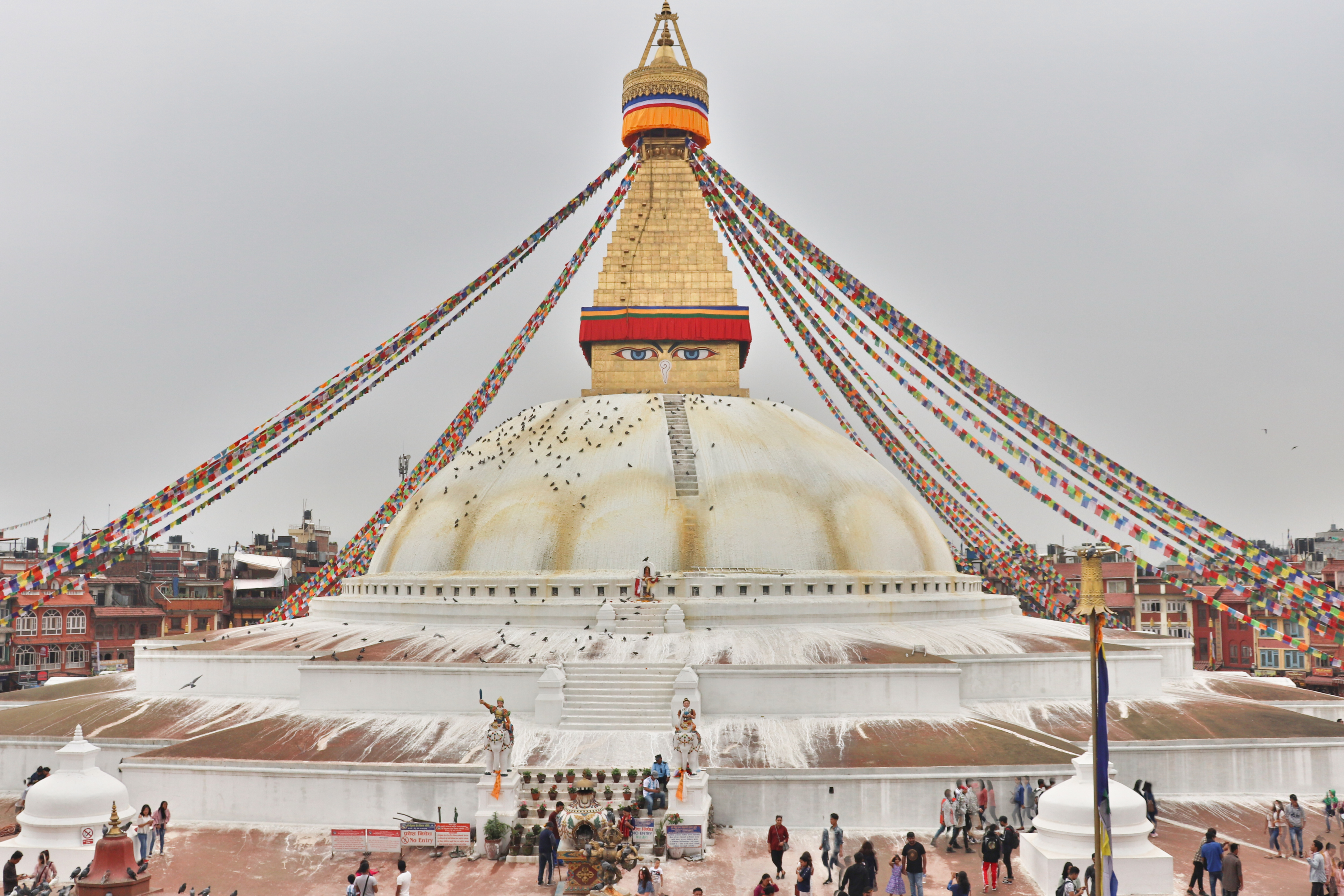
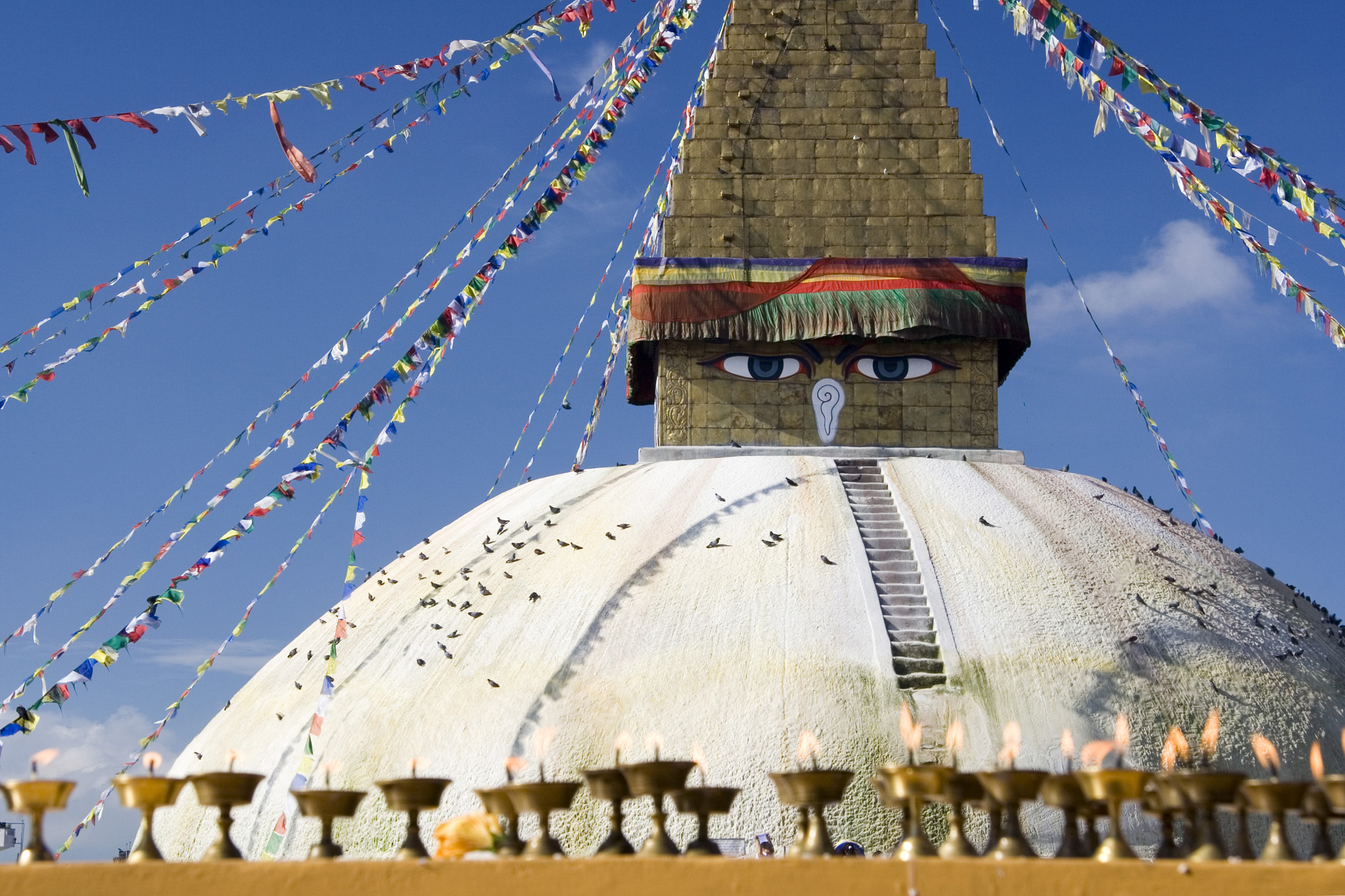
Le stoupa de Bodnath.
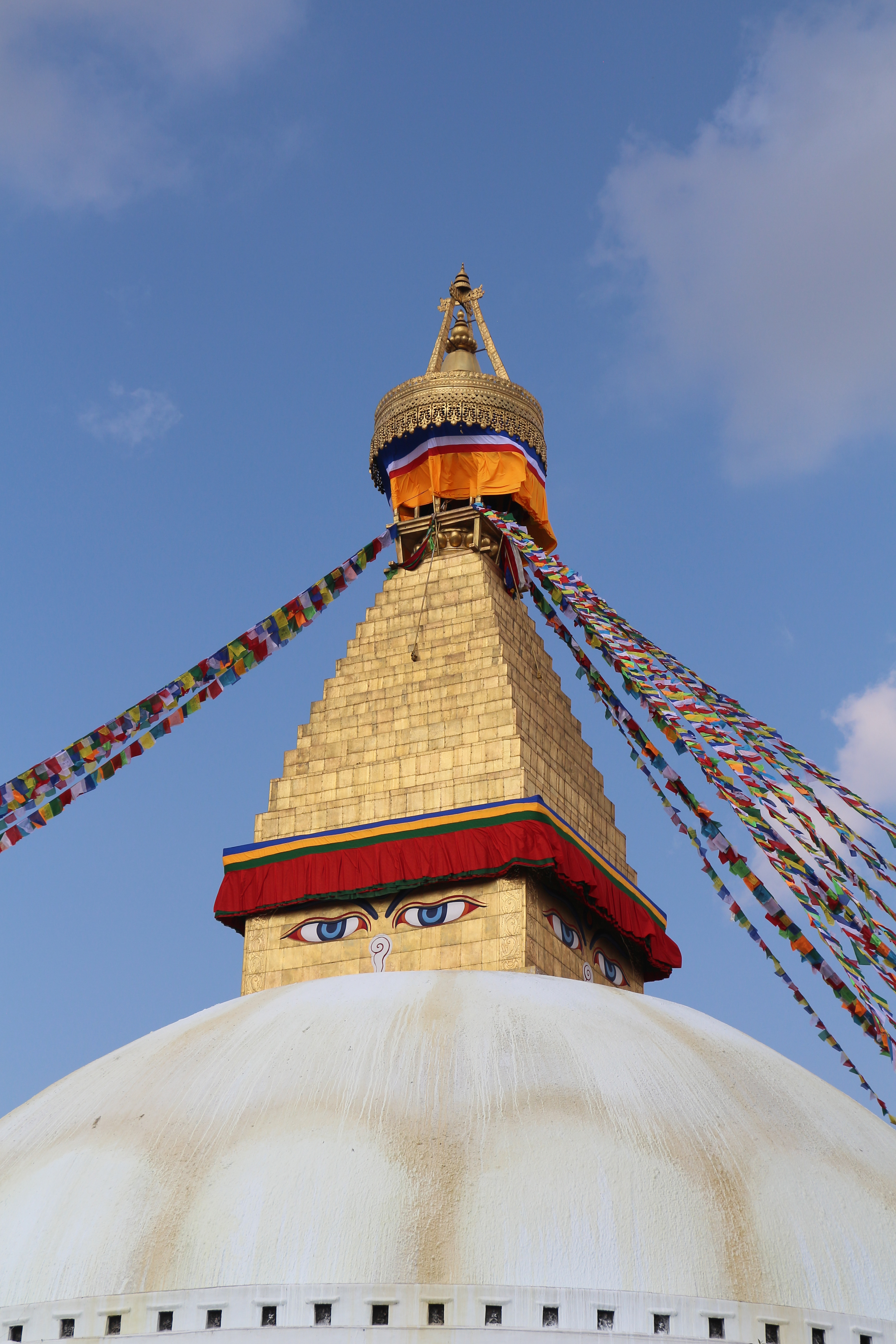
Sommet du stoupa.
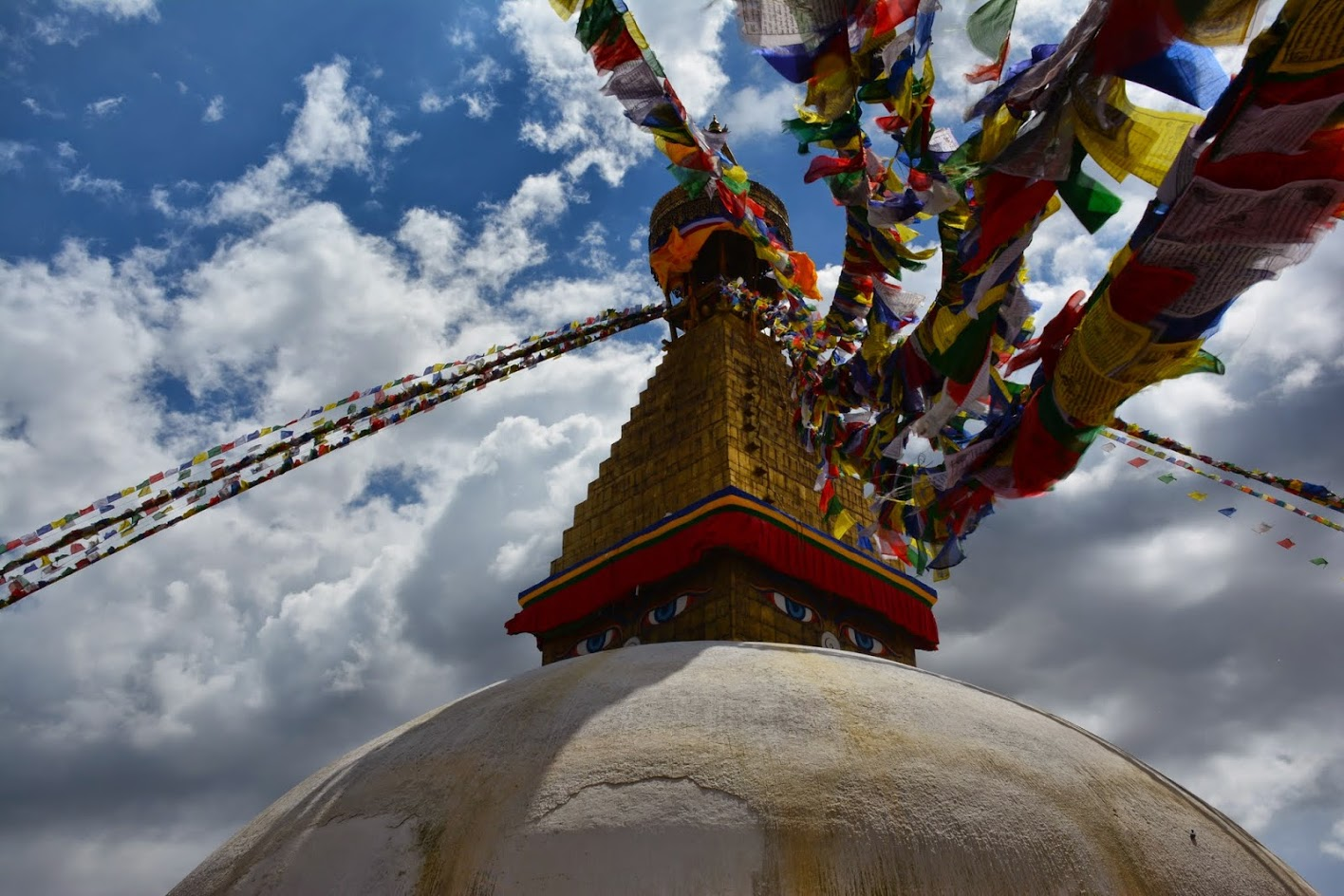
Drapeaux au-dessus du stoupa de Bodnath.
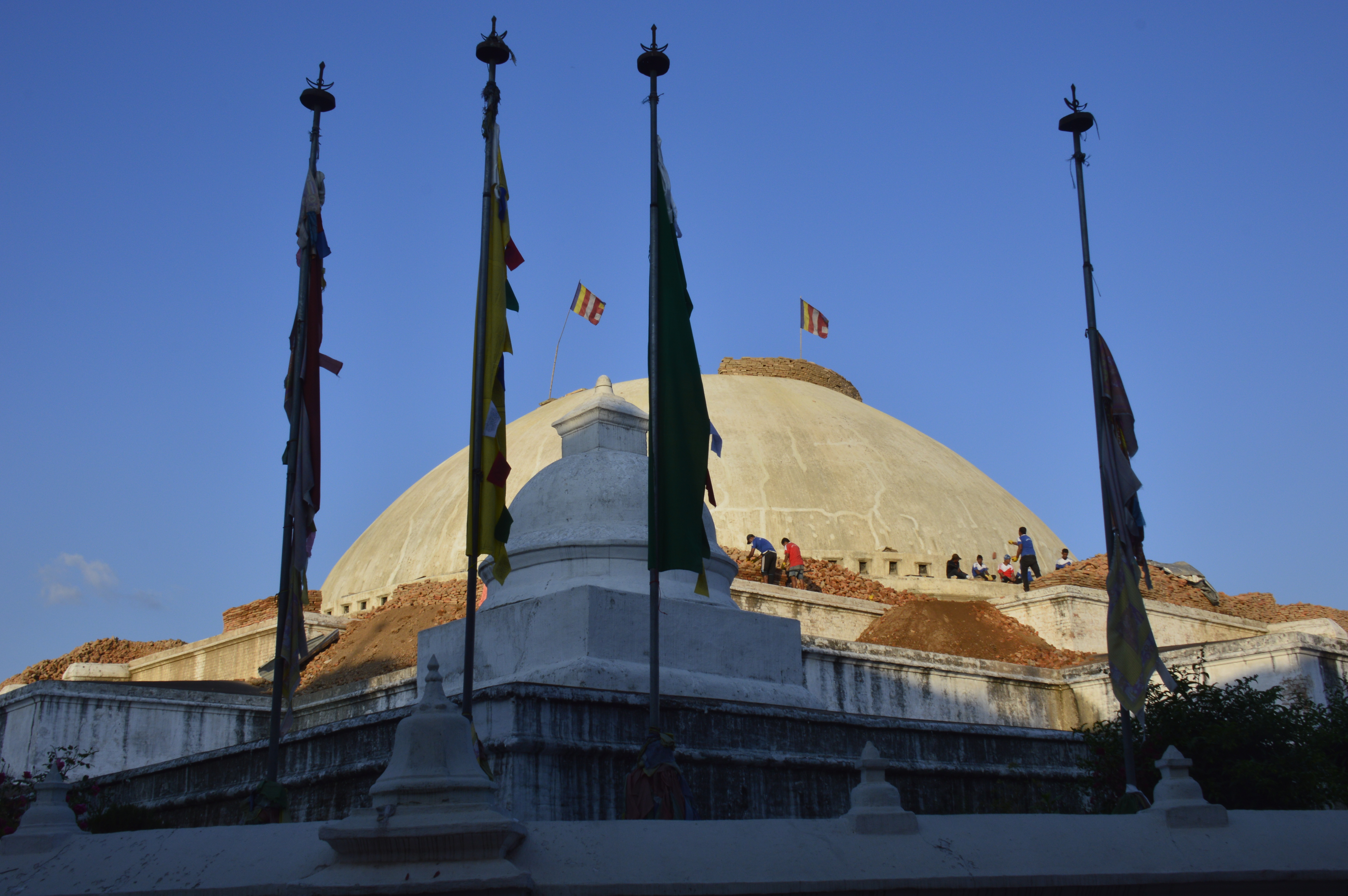
Le stoupa après le séisme de 2015.
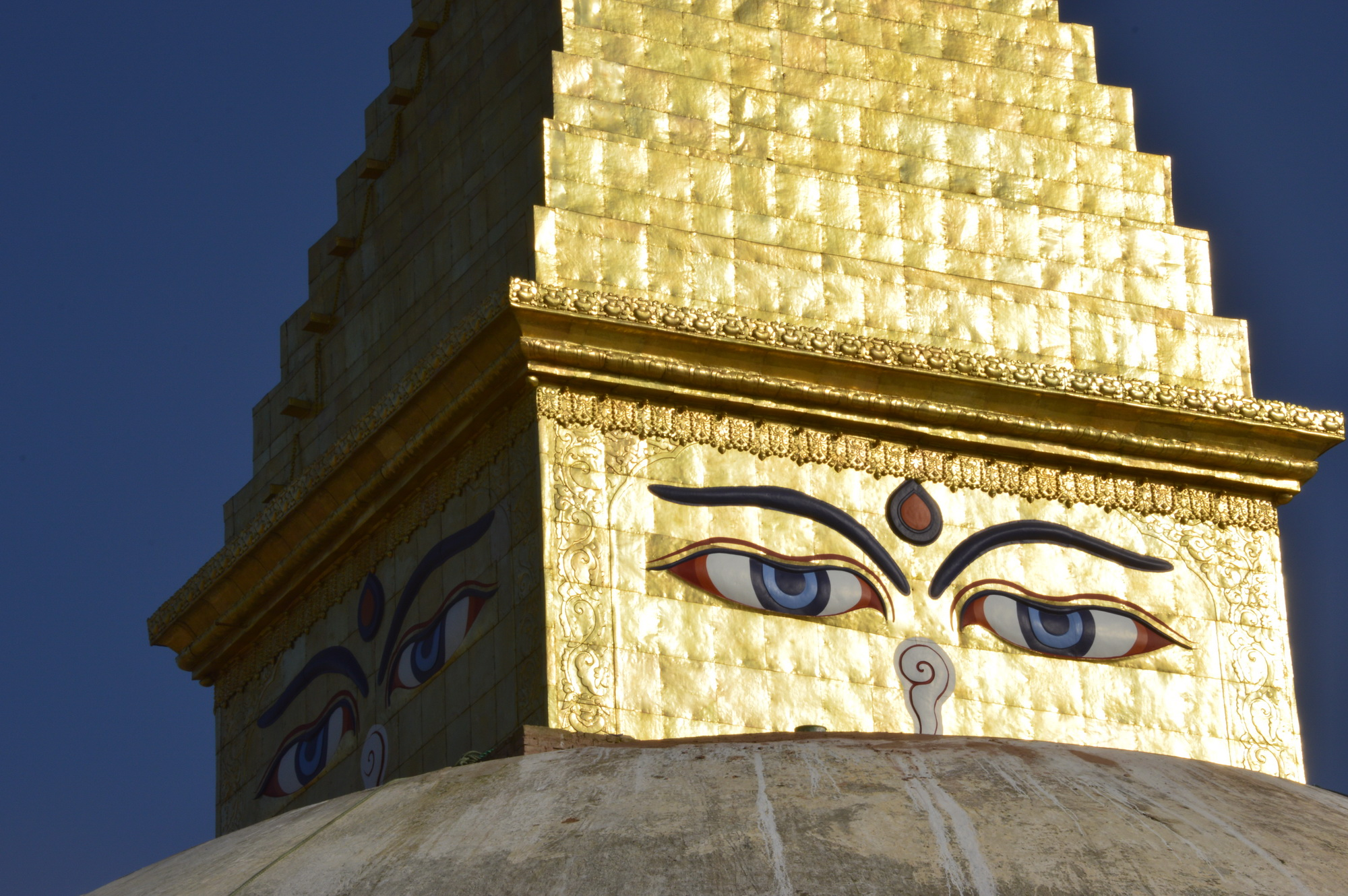
Le harmika restauré après le séisme de 2015 (inauguration en 2017).

Panorama du Bodnath vu d'un toit.